# Greatest Hits (álbum de Ace of Base)
Greatest Hits é o primeiro disco dos melhores êxitos da banda Ace of Base, lançado a 18 de abril de 2000.

## Faixas
1. "All That She Wants" - 3:31
2. "The Sign" - 3:08
3. "Everytime It Rains" - 4:18
4. "Beautiful Life" - 3:39
5. "Cruel Summer"	- 3:32
6. "Don't Turn Around" - 3:49
7. "Lucky Love" [Versão acústica] - 2:53
8. "Always Have, Always Will" - 3:47
9. "Life Is a Flower" - 3:44
10. "C'Est la Vie Always 21" - 3:27
11. "Lucky Love" [Frankie Knuckles Mix] - 3:42
12. "Beautiful Life" [Junior Vasquez Mix] - 8:26